# Deiner Mera
Deiner Mera (Caloto, Cauca, Colombia; 15 de enero de 1995) es un futbolista colombiano que juega de defensa en el Trujillanos FC de la Primera División de Venezuela.

## Clubes
| Club              | País      | Año             |
| ----------------- | --------- | --------------- |
| Atlético Huila    | Colombia  | 2015 - 2016     |
| Deportivo Pereira | Venezuela | 2017 - Presente |